# 煙霞 (小說)
《煙霞》是日本小說家黑川博行的小說，2009年1月30日於文藝春秋發行單行本，2015年7月在WOWOW電視台播出電視劇版本。